# Miranovačka Kula
Miranovačka Kula (em cirílico: Мирановачка Кула) é uma vila da Sérvia localizada no município de Bela Palanka, pertencente ao distrito de Pirot. A sua população era de 9 habitantes segundo o censo de 2011.

## Demografia
| 1948 | 1953 | 1961 | 1971 | 1981 | 1991 | 2002 | 2011 |
| ---- | ---- | ---- | ---- | ---- | ---- | ---- | ---- |
| 72   | 68   | 61   | 70   | 43   | 39   | 17   | 9    |